# Szmuel Winter
Szmuel Winter (ur. 26 marca 1891 w Sompolnie, zm. 3 maja 1943 w Warszawie) – polsko-żydowski przedsiębiorca i badacz kultury jidysz, obrońca pamięci o polskich Żydach. 

## Życiorys
Syn Szulima i Ryfki z d. Kuczyńskiej. Od około 1895 roku wraz z rodziną mieszkał we Włocławku, gdzie ojciec pracował jako wiernik tamtejszej Gminy Żydowskiej. Szmuel ukończył studia ekonomiczne we Frankfurcie, a po powrocie do Włocławka zajął się handlem zbożem i nasionami. W 1929 roku jego spółka „Nasiona” zmonopolizowała handel zbożem w rejonie Włocławka oraz była jednym z najważniejszym przedsiębiorstw zajmujących się importem oraz eksportem nasion w Polsce. Był działaczem Związku Kupców Żydowskich i Izby Przemysłowo-Handlowej. 
W 1921 roku wziął ślub z Taubą Kowadło, z którą miał dwóch synów: Julka (ur. 1924) i Henryka (ur. 1928) oraz córkę Marię. Rodzina mieszkała we Włocławku. Był jednym ze współzałożycieli i członków zarządu JIWO, zajmował się zbieraniem materiałów folklorystycznych z rejonu Włocławka oraz badaniem kujawskiego jidysz. Publikował na łamach „JIWO Bleter”, „Wilner Tog”, „Filologisze Szriftn”, „Jidysze Filologie”. Angażował się w działalność Bundu.
Po wybuchu II wojny światowej wraz z rodziną przeniósł się lub został przesiedlony do Warszawy. Od stycznia 1940 roku pracował w Komisji Koordynacyjnej Organizacji Społecznych i Opiekuńczych, gdzie odpowiadał m.in. za aprowizację. Był także mężem zaufania Jointu, w związku z czym kwitował wszystkie rachunki za żywność. Po utworzeniu getta warszawskiego objął kierownicze stanowisko w Zakładzie Zaopatrywania, został także członkiem Judenratu oraz komisji Judenratu w Zakładzie Zaopatrywania. Mieszkał przy ulicy Żelaznej 101.
Co najmniej od sierpnia 1941 roku przyłączył się do podziemnej organizacji Oneg Szabat, założonej przez historyka Emanuela Ringelbluma. Angażował się w działalność włocławskiego ziomkostwa w Warszawie, był także działaczem JIKORu. Okresowo w jego mieszkaniu mieszkał Israel Gutman.
W przeddzień wielkiej akcji deportacyjnej znalazł się w gronie zakładników aresztowanych przez Niemców, został zwolniony po interwencji Adam Czerniakowa. Podczas wielkiej akcji zginęła jego żona oraz syn Henryk. Angażował się w działalność Żydowskiej Organizacji Bojowej, zbierając pieniądze na cele organizacji. Według relacji Racheli Auerbach miał odmawiać ucieczki z getta.
Został zamordowany przez hitlerowców podczas powstania w getcie warszawskim – po wybuchu powstania wraz z innymi pracownikami Zakładu Zaopatrywania ukrywał się w bunkrze przy ulicy Franciszkańskiej, bunkier został odkryty 3 maja 1943 roku. Żydzi ukrywający się w bunkrze zostali wyprowadzeni pod budynek Judenratu i tam rozstrzelani, wraz z Winterem zginęła najprawdopodobniej jego córka. Drugi syn, Julek, został zamordowany w Auschwitz-Birkenau.
Pod koniec życia spisywał dziennik, jego fragmenty zostały odnalezione po wojnie i opublikowane przez Bernarda Marka, zaginęły w latach 50. XX wieku.